# Dieter Bitter-Suermann
Dieter Bitter-Suermann (* 12. Dezember 1937 in Berlin) ist ein deutscher Mikrobiologe und emeritierter Hochschullehrer.

## Leben
Als Bruder von Hinrich Bitter-Suermann studierte er ebenfalls Medizin in Würzburg, Wien und Göttingen. Während seines Studiums trat er dem Corps Nassovia Würzburg bei. In Göttingen machte er 1965 das Staatsexamen und wurde 1967 zum Dr. med. promoviert. Er begann seine wissenschaftliche Ausbildung im Institut für Medizinische Mikrobiologie der Universität Mainz. Dort habilitierte er sich 1972. Seit 1976 Oberarzt, befasste er sich mit Komplementsystemen und Entzündungsmediatoren, vor allem mit anaphylatoxischen Komplementpeptiden und genetischen Komplementdefekten. 1987 folgte er dem Ruf auf die C4-Professur für Medizinische Mikrobiologie an der Medizinischen Hochschule Hannover (MHH). Von 1993 bis 1997 war er Ärztlicher Direktor der Hochschule und Sprecher mehrerer Sonderforschungsbereiche. 1998 wurde er Vorsitzender des Wissenschaftlichen Beirats des Robert Koch-Institutes in Berlin. Seit 2003 emeritiert, war er seit 2004 Präsident der MHH und wurde in diesem Amt am 1. April 2013 von Christopher Baum abgelöst. Von 2009 bis 2012 war er Präsident des Medizinischen Fakultätentages. Er ist Mitglied des Senats der von Christian Krettek gegründeten Traumastiftung.

## Ehrungen (Auswahl)
- Dr.-Friedrich-Sasse-Preis von Berlin (1984)
- Heinz-Karger-Preis (Schweiz) (1987)
- Aronson-Preis des Senats von Berlin (1990)
- Wilhelm-Hirte-Gedächtnispreis (1999)
- Bundesverdienstkreuz am Bande (2006)
- Ferdinand Cohn-Medaille der Deutschen Gesellschaft für Hygiene und Mikrobiologie (2006)[9]
- Adolf-Schmidt-Medaille des Medizinischen Fakultätentages (2013)